# معركة سيدي بوعثمان
وقعت معركة سيدي بوعثمان يوم 6 سبتمبر 1912، وهي أول معركة كبرى خاضها المغرب بعد معاهدة الحماية بقيادة أحمد الهيبة بمدينة سيدي بوعثمان شمال مدينة مراكش.
إذ شارك فيها مجاهدون وطنيون من مختلف قبائل وجهات المغرب و صحراء الغربية و موريتانيا  ، خصوصا من سوس والصحراء  وحاحا والأطلس وأحواز مراكش وعبدة ودكالة والشاوية والسراغنة والرحامنة وتافيلالت و شنقيط وغيرها من القبائل المغربية و صحراوية . بسبب عدم تقبل توقيع سلطان معاهدة حماية . خسر زعيم المقاومة الحرب لأن العامل التكنولوجي العسكري وقف في صف فرنسا بينما المغاربة و الصحراوين كانو يستعملون بنادق «تبوريدة»